# دونوالد
دونوالد (به آلمانی: Dünwald) یک شهر در آلمان است که در اونستروت-هاینیش واقع شده‌است. دونوالد ۲٬۴۵۳ نفر جمعیت دارد.